# Lolita
Lolita là một tiểu thuyết của Vladimir Vladimirovich Nabokov. Tiểu thuyết được viết bằng tiếng Anh và được xuất bản vào năm 1955 ở Paris, sau đó được chính tác giả dịch ra tiếng Nga và được xuất bản vào năm 1967 ở New York. Tiểu thuyết nổi tiếng cả ở phong cách mới lạ lẫn nội dung gây ra các tranh cãi do nhân vật chính của tiểu thuyết tên Humbert Humbert, một người khá lớn tuổi luôn mang trong mình  ham muốn tình dục với một cô gái 12 tuổi tên Dolores Haze.

## Nội dung
Humbert, nhân vật ngôi số một "tôi", là giáo sư ngành văn chương ở Paris, trạc 35 tuổi và đẹp trai. Tuy sống cùng với vợ nhưng Humbert không hề có hứng thú tình dục với vợ mà luôn thầm tơ tưởng đến những cô gái 12, 13 tuổi để mong tìm lại thiên đường đã mất khi người yêu thời nhỏ của mình là Annabel đã chết vì bệnh sởi. Ông ta không hề thấy buồn khi vợ mình bỏ theo một người đàn ông khác, thậm chí còn ngạc nhiên khi vợ mình lại có sức hấp dẫn tới kẻ khác. Sau đó vài năm ông được mời sang Mĩ giảng dạy văn học trong một trường đại học ở New England.
Bà chủ nhà trọ chỗ Humbert ở là Charlotte Haze yêu ông ta nhưng ông ta chẳng hề thấy hứng thú gì nơi người đàn bà góa bụa này, ngược lại Humbert lại yêu cô con gái tên là Dolores Haze (mà ông gọi là Lolita) mới 12 tuổi của bà ta. Humbert chấp nhận lấy bà chủ nhà để được gần gũi với Dolores. Hàng ngày ông ghi vào nhật ký những cảm xúc dạt dào với đứa con riêng của vợ đang tuổi dậy thì. Rồi có ngày vợ ông lục tủ và phát hiện ra bí mật khủng khiếp trong tâm hồn của chồng được ghi trong cuốn nhật ký. Trong trạng thái hoang mang tột độ, bà vợ bị xe cán chết trên đường ra bưu điện gửi thư cho con gái đang ở trại hè.
An táng vợ xong, Humbert đến chỗ Lolita sinh hoạt trại hè để đưa cô đi hết thành phố này đến thành phố khác, những tối tại các nhà nghỉ nơi ông và Lo dừng chân, đó là thiên đường, mà theo ông, là một thiên đường có bầu trời rực lửa của địa ngục, nhưng lại là một thiên đường đúng nghĩa. Hành trình với những dục cảm tội lỗi ấy đi đến hồi kết khi Lo phải vào viện vì bị nhiễm virus, và sau đó biến mất mà không để lại cho Humbert một lời nào. Nhiều năm tìm kiếm trong vô vọng, Humbert nhận được thư của Lo nói rằng cô đã kết hôn và đang mang thai. Humbert vội vã lao xe đến địa chỉ người gửi thư. Lo giờ đã thay đổi, không còn tươi tắn rực rỡ như trước, nhưng Humbert không quan tâm tới điều đó và vẫn một mực yêu cô. Lo thuật lại những gì đã xảy ra sau đêm ở bệnh viện. Humbert vô cùng xúc động và ngỏ ý muốn Lo chạy trốn cùng ông. Nhưng Lo từ chối. Humbert để lại số tiền $4000 cho Lo rồi bước ra khỏi cửa chính. Ông tìm tới nhà Quilty, người đã dụ dỗ Lo, và giết gã, trong cuộc truy đuổi cuối cùng, ông tạt xe rẽ xuống một cánh đồng nhỏ, nơi những đàn bò sữa đang gặm cỏ, nhìn về xa xăm, "Lo không chỉ vắng bóng bên cạnh tôi, mà cả giọng của em cũng thiếu mất trong bản hòa âm kia" - Humbert hướng tia nhìn về phía trường học đằng xa. Sau đó, ông bị bắt vào tù vì tội ấu dâm và giết người.
Humbert chết do nghẽn động mạch vành trong tù ngày 16 tháng 11 năm 1952. Lolita chết vì biến chứng sinh nở vào Giáng sinh năm 1952.

## Phê bình
| “                                     | Với tư cách là một hồ sơ bệnh án, "Lolita" chắc sẽ trở thành một tư liệu kinh điển trong giới y học tâm thần. Với tư cách là một tác phẩm nghệ thuật, nó siêu việt trên khía cạnh chuộc tội của nó; và đối với chúng tôi, điều còn quan trọng hơn cả ý nghĩa khoa học và giá trị văn học, là tác động đạo lý mà cuốn sách sẽ tạo nên đối với độc giả nghiêm túc; vì trong nghiên cứu cá nhân xót xa này, ẩn chứa một bài học phổ quát; đứa trẻ ngang ngạnh, người mẹ ích kỉ, gã quỷ ám hổn hển, không phải chỉ là những nhân vật sống động trong một câu chuyện duy nhất; họ cảnh báo ta về các khuynh hướng nguy hiểm; họ chỉ ra những cái xấu đầy cường lực. "Lolita" khiến tất cả chúng ta - những người làm cha mẹ, những nhà hoạt động xã hội, những nhà giáo dục - phải dốc sức, với tinh thần cảnh giác cao hơn nữa và sáng suốt hơn nữa, vào nhiệm vụ nuôi dạy một thế hệ tốt hơn trong một thế giới an toàn hơn." | ” |
| — Widworth, Mas. - 5 tháng 8 năm 1955 | |   |

## Chuyển thể

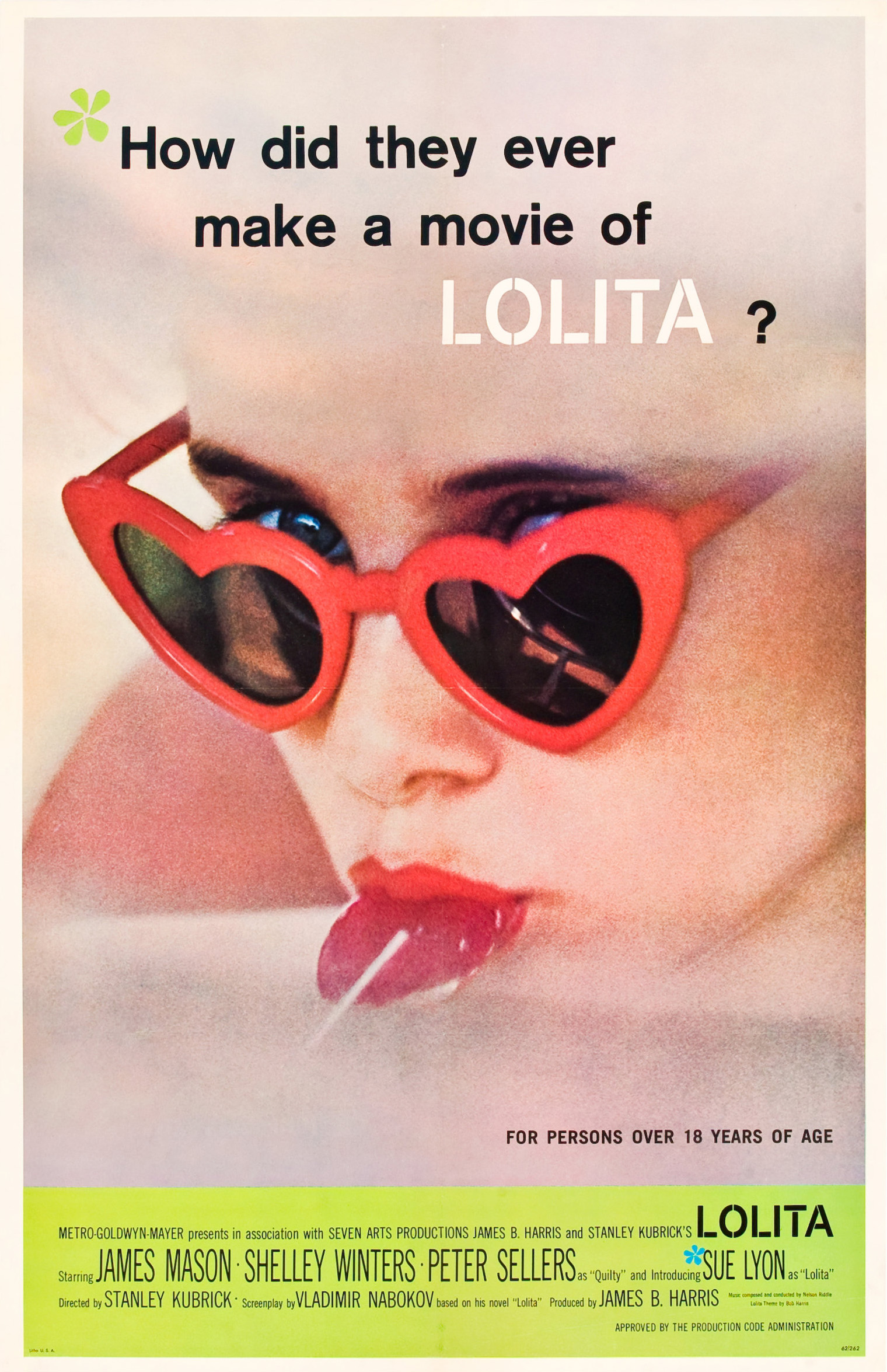
Áp phích Lolita (phim năm 1962)

- Lolita  (phim năm 1962), một bộ phim của đạo diễn Stanley Kubrick, được chuyển thể từ tiểu thuyết
- Lolita, My Love , vở nhạc kịch năm 1971 của John Barry và Andrew Lerner, dựa trên cuốn tiểu thuyết
- Lolita  (kịch), một vở kịch Broadway năm 1981 của Edward Albee, được chuyển thể từ tiểu thuyết
- Lolita  (opera), một vở opera năm 1992 của Rodion Shchedrin dựa trên tiểu thuyết của Nabokov
- Lolita  (phim 1997), một bộ phim của đạo diễn Adrian Lyne, cũng được chuyển thể từ tiểu thuyết

### Khác
- Phong cách Lolita là một tiểu văn hóa thời trang từ Nhật Bản chịu ảnh hưởng rất lớn từ quần áo và phong cách thời Victoria từ thời Rococo.
- Tất cả các trang có tựa đề chứa "Lolita"